# Dremotherium
Il dremoterio (gen. Dremotherium) è un mammifero artiodattilo estinto, appartenente ai moschidi. Visse tra l’Oligocene superiore e il Miocene inferiore (circa 24 – 20 milioni di anni fa), e i suoi resti fossili sono stati ritrovati in Europa (Francia, Germania, Spagna) e in Asia (Mongolia).

## Descrizione
Noto per numerosi resti cranici e per parti dello scheletro postcranico, questo animale doveva assomigliare molto agli attuali cervi muschiati (gen. Moschus). Come questi, doveva essere un piccolo ruminante dalle lunghe zampe, privo di corna e dai lunghi canini superiori. Il muso era molto allungato e la cavità orbitale era esattamente al centro del cranio; era presente un singolo orifizio lacrimale, con fosse lacrimali ben sviluppate e poste anteriormente alle orbite. I canini allungati erano a radice aperta (e quindi crescevano in continuazione), e si inserivano in profondità nel cranio e nella mascella lungo il confine delle ossa nasali, fin quasi a raggiungere le orbite. I denti di Dremotherium erano piuttosto evoluti: era assente il primo premolare inferiore. Le vertebre cervicali erano allungate, la regione basioccipitale era allungata e quella occipitale molto sviluppata in altezza.

## Classificazione
Il genere Dremotherium venne descritto per la prima volta da Geoffroy Saint-Hilaire nel 1833, sulla base di resti fossili ritrovati in terreni del Miocene inferiore del giacimento di Saint-Gérand-le-Puy (Francia). La specie tipo è Dremotherium feignouxi. Altre specie attribuite a questo genere sono D. guthi e D. quercyi dell’Oligocene superiore, rinvenute in Francia e in Germania ma anche in Asia (Mongolia), e D. cetinensis, del Miocene inferiore della Spagna. A volte la specie D. quercyi è considerata appartenere a un altro genere di ruminante arcaico, Amphitragulus. D. cetinensis, invece, sembra la specie più derivata del genere e ha acquisito una morfologia dentaria specializzata con denti a corona alta (ipsodonti). 

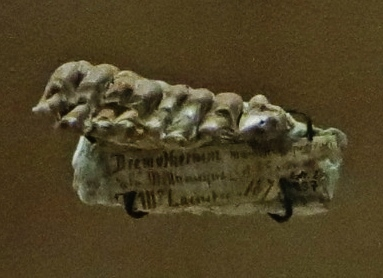
Denti superiori di Dremotherium

Dremotherium e i suoi stretti parenti (come Micromeryx) fanno parte di una radiazione evolutiva di ruminanti primitivi, i moschidi, attualmente rappresentati dai cervi muschiati dell’Asia (gen. Moschus). Il genere Dremotherium è stato spesso confuso con Amphitragulus, e in alcune collezioni il materiale cranico è stato ascritto a quest’ultimo genere mentre quello postcranico a Dremotherium. Sembra tuttavia che i due generi fossero ben distinti: ad esempio, Dremotherium possiede una morfologia cranica differente, dal muso molto più allungato, e Amphitragulus possiede certi caratteri che richiamano i paleomericidi (ai quali potrebbe appartenere a tutti gli effetti).

## Paleoecologia
L’analisi dell’usura dentaria di alcune specie di Dremotherium e di generi affini rinvenuti nel giacimento francese di La Milloque (Oligocene superiore) indica una differenziazione nella dieta delle varie specie. L’usura dentaria della specie di dimensioni minori, D. quercyi, era simile a quella dell’attuale tragelafo striato (Tragelaphus scriptus), e come quest’ultimo D. quercyi doveva nutrirsi di foglie. Una specie di dimensioni maggiori, D. guthi, mostra affinità con specie brucatrici d’erba, e si suppone quindi che facesse altrettanto. Ciò costituirebbe la più antica prova di ruminanti brachidonti (dai denti a corona bassa) che si nutrivano di erba; nella zona di La Milloque, quindi, era presente un ambiente misto, costituito da foreste e da aree più aperte simili a praterie (Novello et al., 2010). La specie miocenica D. feignouxi, invece, possedeva un collo allungato; questa caratteristica, unita alla forma di occipitale e basioccipitale, suggerisce che questo animale si alzasse sulle zampe posteriori per brucare le foglie degli alberi in alto, come l’attuale gerenuk (Litocranius walleri) (Janis e Scott, 1987). La specie D. cetinensis, invece, sviluppò una dentatura con molari a corona alta (ipsodonte) simile a quella di alcuni cervidi, un adattamento che indica una dieta a base di vegetali duri (Ginsburg et al., 1994).